# Henri Le Châtelier

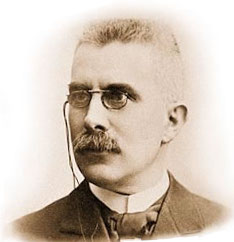
Henri Le Châtelier

Henri Louis Le Châtelier (Parigi, 8 ottobre 1850 – Miribel-les-Échelles, 17 settembre 1936) è stato un chimico e metallurgista francese.

## Biografia
Nato in una famiglia di ingegneri ed architetti, ebbe i primi insegnamenti dal padre. Studiò presso il Collège Rollin all'École polytechnique. Nel 1887 venne nominato professore presso l'Ecole des Mines a Parigi. Fu professore di chimica inorganica al Collège de France dal 1898 al 1925.
È noto soprattutto per aver enunciato nel 1884 la legge sull'equilibrio mobile conosciuta anche come principio di Le Châtelier. Fu l'inventore del pirometro ottico che permette di misurare la temperatura mediante il colore assunto dalla sostanza in esame. Compì studi sulle leghe, la sintesi dell'ammoniaca ed il cemento idraulico.

## Riconoscimenti
Nel 1916 gli è stata assegnata la Medaglia Davy.
In suo onore un minerale che si forma esclusivamente durante gli impatti meteorici è stato chiamato Lechatelierite.